# Daniel Powter

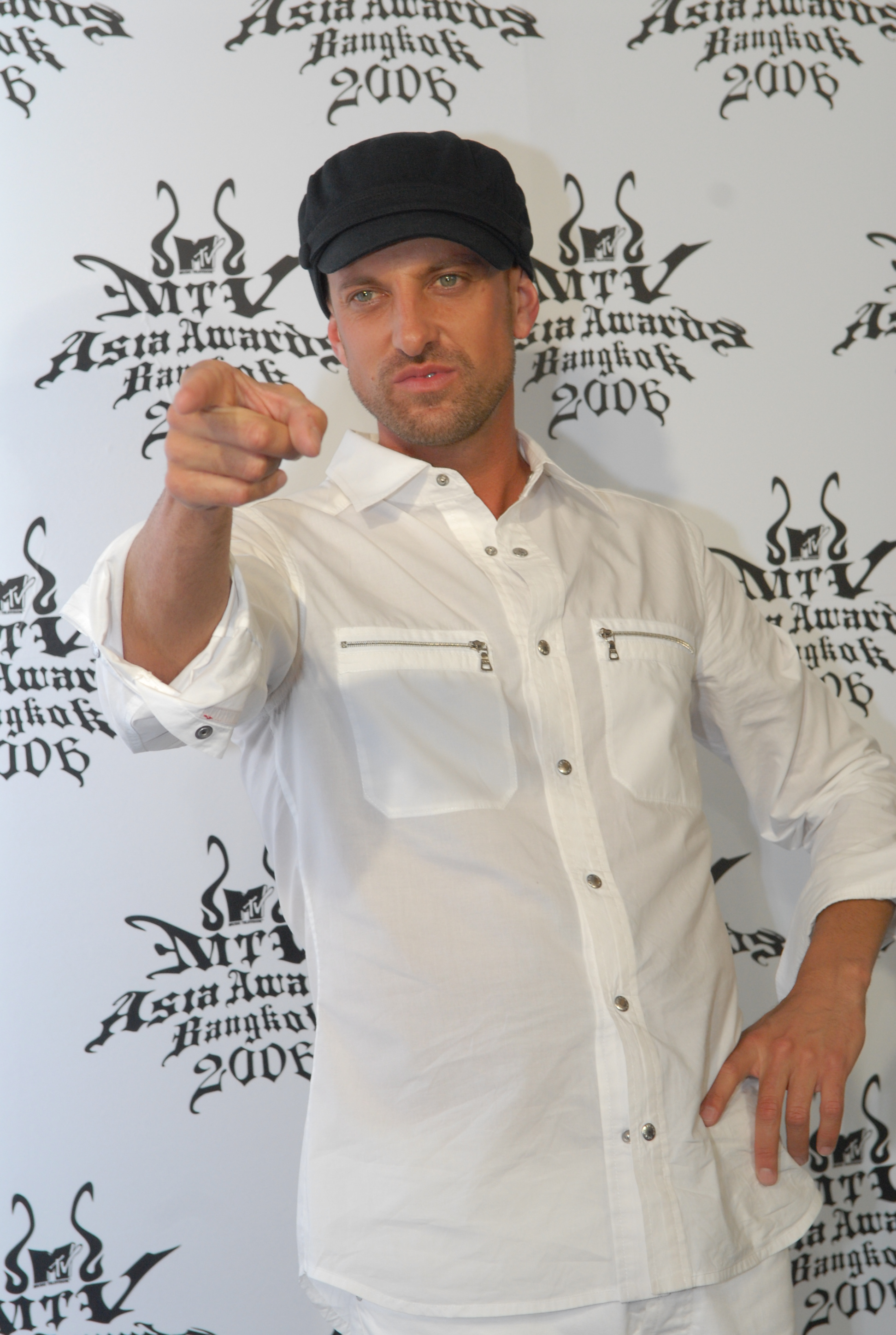
Daniel Powter

Daniel Powter, född 25 februari 1971 i Vernon, är en kanadensisk artist (sångare). Hans största hit heter "Bad day".
Daniel Powter släppte sitt debutalbum, I’m Your Betty, år 2000. 
Hans första singel ”Bad Day” släpptes i Europa 2005, och återfinnes på hans andra album ”Daniel Powter”. Albumet kom på 5:e plats på det brittiska Record of the Year samma år. 2006 vann han i kategorin New Artist of the Year i det kanadensiska Juno Awards. På Grammy Awards 2007 mottog han nominationen Male Pop Vocal Performance för ”Bad Day”.
De följande singlarna från albumet Daniel Powter – “Jimmy Gets High”, “Free Loop” och “Lie to Me” släpptes i olika delar av världen, men ingen kunde matcha succén från Bad Day.
Daniel Powters tredje album ”Under the Radar” släpptes hösten 2008 i Sverige.